# دينغ جون هوي
دينغ جون هوي ((بالصينية: 丁俊晖)) (من مواليد 1 أبريل 1987) هو لاعب سنوكر من الصين.
شارك في دورة الألعاب الآسيوية 2006 في الدوحة، قطر.

## روابط خارجية
- دينغ جون هوي على موقع CueTracker.net (الإنجليزية)
- دينغ جون هوي على موقع بطولة العالم للسنوكر (الإنجليزية)
- دينغ جون هوي على موقع اللجنة الأولمبية الصينية (الإنجليزية)